# Критика о пьесе «Гамлет»

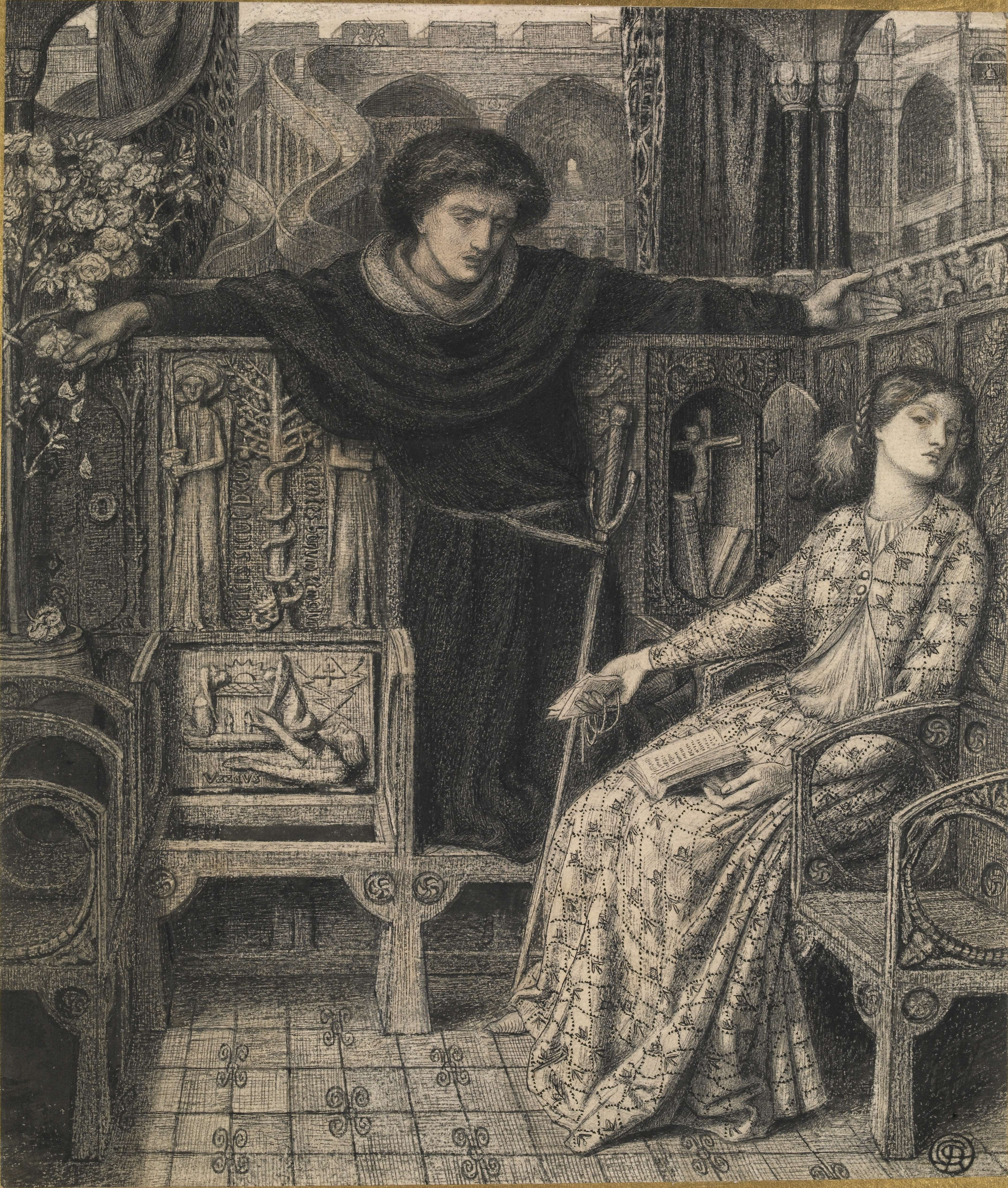
Гамлет и Офелия, Данте Габриэль Россетти

С момента премьеры на рубеже XVI—XVII вв. «Гамлет» остаётся самой известной, наиболее анализируемой пьесой Шекспира. Характер Гамлета сыграл решающую роль в объяснении Зигмундом Фрейдом Эдипова комплекса. Даже в области литературы влияние пьесы было сильным. Как пишет Фоукс: «Ни одно другое имя персонажа в пьесах Шекспира и лишь немногие в мировой литературе стали олицетворять отношение к жизни … и таким образом превратились в существительное».

## История

### Эпоха Возрождения
Интерпретации Гамлета во времена Шекспира были скорее заинтересованы в изображении безумия в пьесе. Пьеса также часто изображалась более жестоко, чем в позднейшие времена. Популярность пьесы среди современников подтверждается как пятью кварто, появившимися при жизни Шекспира, так и частыми ссылками на неё (хотя, по крайней мере, некоторые из них могут относиться к так называемому Пра-Гамлету) . Эти намёки предполагают, что к раннему якобинскому периоду пьеса была известна из-за призрака и драматизации меланхолии и безумия. Ряд безумных придворных и дам в якобинской и каролинской драме нередко обязан своим возникновением именно Гамлету. Запомнились современникам и другие аспекты пьесы. Рассматривая драму эпохи Возрождения в 1655 г., Авраам Райт превозносил юмор сцены с могильщиками, хотя и предполагал, что Шекспир был превзойден Томасом Рэндольфом, чья комедия-фарс «Ревнивые любовники» включает в себя как пародию на Офелию, так и сцену на кладбище. Есть научные предположения о том, что Гамлет, возможно, подвергался цензуре в этот период. Театры были закрыты при пуританском Междуцарствии, действовавшем с 1640 по 1660 гг.

### Реставрация
Когда монархия была восстановлена в 1660 г., театры снова открылись. Ранние толкования пьесы конца XVII — нач. XVIII в. обычно изображали принца Гамлета героической фигурой. Критики реагировали на Гамлета с точки зрения той же дихотомии, которая сформировала и все реакции на Шекспира в тот период. С одной стороны, Шекспир считался примитивным и необразованным как по сравнению с более поздними английскими драматургами типа Флетчера, так и по сравнению с неоклассическими идеалами искусства, принесенными из Франции с эпохой Реставрации. С другой стороны, Шекспир оставался популярен не только у массовой публики, но даже у тех самых критиков, которые чувствовали себя неловко из-за несоблюдения им аристотелевских единств и декорума.
Таким образом, критики рассматривали «Гамлета» в условиях драматической состоятельности пьесы. Джон Ивлин посмотрел пьесу в 1661 г. и в дневнике он выразил сожаление о том, что пьеса нарушает единство времени и места. Тем не менее, к концу этого периода Джон Даунс отметил, что «Гамлет» ставился чаще и прибыльнее любой другой пьесы в репертуаре Беттертона.
В дополнение к ценности Гамлета как трагического героя критики эпохи Реставрации сосредоточили внимание на качествах шекспировского языка и, прежде всего, на вопросе трагического декорума. Критики с пренебрежением относились к крайностям неприличия в шекспировском языке, при этом особое внимание уделялось пристрастию Полония к каламбурам и использованию Гамлетом «подлых» (mean, то есть низких) выражений, таких как «there’s the rub». Ещё более важным был вопрос о декоруме, который в случае Гамлета сосредоточился на нарушении пьесой трагического единства времени и места и на персонажах. Джереми Колльер критиковал пьесу по обоим этим пунктам в своем «Кратком обзоре безнравственности и нечестия на английской сценые», опубликованном в 1698 г. Сравнивая Офелию с Электрой, он осуждает Шекспира за то, что тот позволил своей героине стать «нескромной» в её безумии, особенно в «сцене с цветами» .
Нападение Колльера вызвало широкомасштабные, нередко оскорбительные споры. Гамлета в целом и Офелию в частности почти сразу же стали защищать Томас Д’Эрфей и Джордж Дрейк. Дрейк защищает пьесу на том основании, что убийцы «попали в свои собственные дела» (caught in their own toils, то есть в ловушки). Он также защищает и Офелию, описывая её действия в контексте отчаянного положения; Д’Эрфей, напротив, просто утверждает, что Джон Деннис разглядел безнравственность в тех местах, против которых больше никто не возражал. В следующем десятилетии Роу и Деннис согласились с Кольером в том, что пьеса нарушает справедливость; Шефтсбери и другие защищали пьесу как в высшей степени нравственную.

### Начало XVIII в.
В критике пьесы в первые десятилетия XVIII в. продолжала господствовать неоклассическая концепция сюжета и характера. Даже многие критики, защищавшие Гамлета, считали само собой разумеющейся принципиальную необходимость классического канона. Атака Вольтера на пьесу — это, пожалуй, наиболее известная неоклассическая трактовка пьесы;  она вдохновило множество защит пьесы в Англии, но они поначалу не ослабили неоклассической ортодоксии. Таким образом, Льюис Теобальд объяснял кажущуюся абсурдность того, что Гамлет назвал смерть «неизведанной страной» (undiscovered country) вскоре после того, как столкнулся с Призраком, предположив, что Призрак описывает Чистилище, а не смерть. Уильям Поппл в 1735 г. восхваляет правдоподобие персонажа Полония, порицая традицию актеров изображать его лишь дураком и шутом. И Джозеф Аддисон, и Ричард Стил хвалили отдельные сцены: Стил — психологическое понимание первого монолога, а Аддисон — сцену с призраком.
Сцены с привидениями были подлинно особыми фаворитами эпохи на пороге возрождения готики. В начале века Джордж Стаббс отметил, что Шекспир использовал недоверие Горацио для того сделать Призрака правдоподобным. В середине века Артур Мерфи описал пьесу как своего рода поэтическое представление разума «слабого и меланхоличного человека» (weak and melancholy person). Чуть позже Джордж Колман Старший выделил пьесу в порядке общего обсуждения мастерства Шекспира со сверхъестественными элементами в драме.
В 1735 г. Аарон Хилл высказал необычное, но прозорливое замечание, когда похвалил кажущиеся противоречия в темпераменте Гамлета (вместо того чтобы осудить их как нарушение приличий). После середины века такие психологические толкования стали приобретать всё большее распространение. Тобайас Смоллетт раскритиковал мнимую нелогичность монолога «быть или не быть», который, по его словам, опровергается действиями Гамлета. Чаще всего разрозненные элементы пьесы защищались как части более грандиозного замысла. Гораций Уолпол, к примеру, защищает смесь комедии и трагедии как в конечном итоге большую реалистичность и эффективность, нежели жёсткое разделение. Сэмюэл Джонсон повторял Поппла в том, что касалось защиты Полония как персонажа; Джонсон тоже сомневался в необходимости жестокого обращения Гамлета с Офелией, а также весьма скептически относился к необходимости и вероятности кульминации. Персонаж Гамлета также подвергался нападкам со стороны других критиков ближе к концу века, в том числе и Джорджа Стивенса. Однако ещё до эпохи романтизма Гамлет был (вместе с Фальстафом) первым шекспировским персонажем, понимавшимся как личность, отдельная от пьесы, в которой он возникает.
Лишь в конце XVIII в. критики и исполнители начали считать пьесу запутанной или непоследовательной, поскольку Гамлет утратил его высокий статус. В романе 1795 г. «Ученичество Вильгельма Мейстера» Гёте один из его персонажей говорит: «Шекспир желал… изобразить последствия великого действия, возложенного на душу, непригодную для его совершения… Прекрасная, чистая, благородная и в высшей степени нравственная натура, лишённая силы духа, формирующего героя, тонет под бременем, которое она не способна вынести и не должна отбрасывать». Это изменение во взгляде на характер Гамлета иногда рассматривается в качестве смещения критического акцента на сюжете (характерного для периода до 1750 г.) на акцент на театральном изображении персонажа (после 1750 г.).

### Романтическая критика
Ещё до романтического периода критики начали подчёркивать элементы пьесы, из-за которых Гамлет в следующем столетии станет рассматриваться как воплощение трагедии характера. В 1774 г. Уильям Ричардсон озвучил ключевые черты этого анализа: Гамлет был чувствительным и образованным принцем с необычайно утончённым нравственным чутьём; он практически дезориентирован от ужаса правды об его матери и дяде, и он борется с этим ужасом ради выполнения своего долга. Ричардсон, считавший, что пьеса должна была закончиться вскоре после сцены в клозете, таким образом, видел в пьесе драматизацию конфликта между чувствительным человеком и жёстким и суровым миром.
Генри Маккензи отмечает традицию видеть в Гамлете самое многообразное творение Шекспира: «Имея сильнейшие цели мести, он нерешителен и бездеятелен; посреди мрака глубочайшей меланхолии он весел и шутлив; и хотя он и описывается как страстный любовник, он кажется безразличным по отношению к объекту привязанности». Как и Ричардсон, Маккензи заключает, что трагедия пьесы проистекает из природы Гамлета: даже лучшие качества его характера лишь усиливают его неспособность совладать с миром, в котором он находится. К этому анализу Томас Робертсон добавляет, в частности, разрушительные последствия смерти отца Гамлета.
К концу XVIII в. психологическая критика и текстология опередила именно риторическую критику; время от времени ещё можно увидеть критику якобы неуместных или варварских метафор, однако в целом неоклассическая критика языка Шекспира отмирает. Наиболее развёрнутая критика языка пьесы конца века, видимо, принадлежит Хью Блэру.
Другое изменение произошло как раз в период романтизма (19 век), известный акцентом на индивидуальном и внутреннем. В период романтизма Гамлет рассматривался скорее как бунтарь, восстающий против политики и как интеллектуал, а не чрезмерно чувствительный индивид. В этот же период поднимается вопрос о нерешительности Гамлета, поскольку раньше это можно было считать сюжетным ходом, а романтики сосредоточились в основном на характере. Сэмюэл Кольридж, например, в этот период читал лекции о Гамлете, в которых оценивалось трагическое состояние его ума в толковании, оказавшейся влиятельной на протяжении более века. По Кольриджу, Шекспир изобразил нерешительность Гамлета как результат дисбаланса между человеческим вниманием к объектам внешнего мира и внутренними мыслями и, таким образом, он страдал параличом действия, ибо его способность живого воображения преобладала над его волей и вызывала отвращение к фактическому исполнению любого действия . Согласно Кольриджу, Шекспир стремился передать основную мысль о том, что человек должен действовать, а не поддаваться чрезмерному мышлению, ведущему лишь к промедлению. Более поздняя критика стала рассматривать эту точку зрения как отражения собственной проблематичной личности Кольриджа, пытающегося уловить понимание шекспировского персонажа. Кольридж и другие писатели хвалили пьесу за её философские вопросы, побуждавшие публику задумываться и интеллектуально развиваться.

### Рубеж XIX—XX вв.
Примерно на рубеже XX в. А. К. Брэдли и Зигмунд Фрейд разработали идеи, основывающиеся на прошлых и влияющие на будущие идеи гамлетовской критики. Брэдли придерживался мнения о том, что Гамлета следует изучать так же, как и реального человека: собирая воедино его сознание по подсказкам, даваемым в пьесе. Его объяснение задержки Гамлета состояло в том, что она выросла из глубокой «меланхолии», начавшейся от растущего разочарования в его матери. Фрейд также рассматривал Гамлета как реального человека, чью психику можно проанализировать с помощью текста. Он придерживался мнения о том, что безумие Гамлета просто маскирует истину, так же, как и сны маскируют бессознательную реальность. Как известно, он считал борения Гамлета репрезентацией Эдипова комплекса. По мнению Фрейда, Гамлет разрывается в основном из-за того, что подавляет сексуальное влечение к матери, которое и становится причиной раздора с Клавдием.

### Середина и конец XX в.
Более поздние критики века, например, Т. С. Элиот в известном эссе «Гамлет и его проблемы», преуменьшали психологический акцент пьесы и вместо этого использовали другие методы прочтения персонажей пьесы, сосредотачивая внимание на второстепенных персонажах, вроде Гертруды и рассматривая, что они могут сказать о решениях Гамлета. Элиот, как известно, назвал Гамлета «художественным провалом» (artistic failure) и раскритиковал пьесу как аналог «Моны Лизы», поскольку обе и то, и другое, были чрезмерно загадочны. Элиот назвал отвращение Гамлета к матери отсутствием «объективного коррелята» (objective correlative); а именно, что его чувства были чрезмерны в контексте пьесы.
Вопросы о Гертруде и о других второстепенных персонажах были позднее подхвачены движением феминистской критики, поскольку критика всё более сосредоточивалась на вопросах пола и политических смыслов. Современные теории нового историзма пытаются убрать окружающий пьесу романтизм и показать её контекст в мире елизаветинской Англии.

### XXI в.
Шекспировед Маргрета де Грация, обнаружив, что большая часть исследований Гамлета сосредоточивается на психологии, посвятила свой труд «Гамлет без Гамлета» (Hamlet without Hamlet) пониманию политического в пьесе. Линда Чарнс (автор книги «Наследники Гамлета: Шекспир и политика нового тысячелетия» Linda Charnes. Hamlet’s Heirs: Shakespeare and the Politics of a New Millennium) повторила это представление, говоря «нет фигуры в шекспировском каноне более изученной, изложенной, проанализированной, психоанализированной, деконструированной, реконструированной, апроприированной, ситуированной и экспроприированной, чем Гамлет, принц Датский» (There is no figure in Shakespeare’s canon more explored, expounded upon, analyzed, psychoanalyzed, deconstructed, reconstructed, appropriated, situated, and expropriated than Hamlet, Prince of Denmark).де Грация указывает, что многие родственные слова в пьесе, такие как «адама — как Адам из Эдемского сада — (камень)» и «хамме (земля)», имеют несколько значений, и что некоторые значения являются политическими из-за их явной семантики земли".

## Анализ и критика

### Драматическая структура
Создавая «Гамлета», Шекспир нарушил ряд правил, одним из главных из которых было правило о преобладании действия над характером. В его время выдвигались ожидания, что пьесы будут следовать совету Аристотеля в его «Поэтике», гласившем, что драма не должна фокусироваться столько на персонаже, сколько на действии. Изюминкой же «Гамлета» являются не боевые сцены, а монологи, в которых Гамлет раскрывает зрителям его мотивы и мысли. Кроме того, в отличие от других пьес Шекспира, здесь нет сильного сюжета; все развилки сюжета напрямую связаны с главным направлением борьбы Гамлета за месть. Пьеса полна кажущихся разрывов и неправильностей в действии. В какой-то момент Гамлет решает убить Клавдия: в следующей сцене он внезапно становится присмиревает. Учёные до сих пор спорят, являются ли эти странные повороты сюжета ошибками или преднамеренными дополнениями, усиливающими тему путаницы и двойственности пьесы… .

### Язык

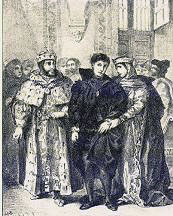
Слова Гамлета в этой сцене сообщают, что его тёмная одежда является лишь внешним отражением его внутреннего горя, это примером его сильного риторического мастерства.

Большая часть языка пьесы воплощает сложную и остроумную лексику, ожидаемую при королевском дворе. Это соответствует духу сочинения Бальдассаре Кастильоне «Придворный» (опубликованной в 1528 г.), в котором изложен ряд придворных правил, в частности предписывающих королевским слугам развлекать своих правителей своими поэтическими и ораторскими способностями. Озрик и Полоний, кажется, в особенности уважают это предложение. Речь Клавдия полна риторических фигур, как и речь Гамлета, а иногда и Офелии, тогда как Горацио, стража и могильщики используют более простые приёмы речи. Клавдий демонстрирует авторитетный контроль над языком короля, обращаясь к себе во множественном числе от 1 лица и используя анафору, смешиваемую с метафорой, что восходит к греческим политическим речам. Гамлет кажется наиболее подкованным в риторике из всех персонажей, используя анафору, как это делает король, а также асиндетон и глубокомысленные метафоры, в то же время умудряясь быть точным и нецветистым (например, когда он объясняет свои внутренние эмоции своей матери, говоря: «То, что во мне, правдивей, чем игра; / А это всё — наряд и мишура»). Его язык очень внимателен и в значительной степени строится из каламбуров. Гамлет, в особенности притворяясь сумасшедшим, использует каламбуры для обнаружения истинных мыслей, но в то же время он скрывает их. Психология связывают интенсивное использование каламбуров с шизофренией.
Гендиадис — это риторический тип, встречающийся в ряде мест пьесы, например, в речи Офелии после сцены в женском монастыре («ожидание и роза прекрасного состояния» (the expectancy and rose of the fair state) и «я из всех дам самая удручённая и несчастная» (I, of all ladies, most deject and wretched). Многим учёным показалось странным, что Шекспир, казалось, произвольно использовал эту риторическую форму на протяжении всей пьесы. «Гамлет» был написан в зрелом возрасте, когда Шекспир гораздо лучше, чем в начале карьеры, сопоставлял риторические фигуры с персонажами и сюжетом. Однако Райт предположил, что гендиадис используется для усиления ощущения двойственности в пьесе.
Монологи Гамлета привлекли внимание учёных. Ранние критики рассматривали монологи «Быть или не быть» как выражение Шекспиром его личных убеждений. Более поздние шекспироведы навроде Чарни отвергли эту теорию, заявив, что монологи являются выражением мыслительного процесса Гамлета. Во время речей Гамлет прерывает сам себя, выражая отвращение от согласия с самим собой и приукрашивая собственные слова. Ему с трудом удаётся выразить себя прямо и вместо этого он обходит основную идею своей мысли. Только в конце пьесы, после столкновения с пиратами, Гамлет действительно может быть прям и уверен в своей речи.

### Контексты

#### Религиозный

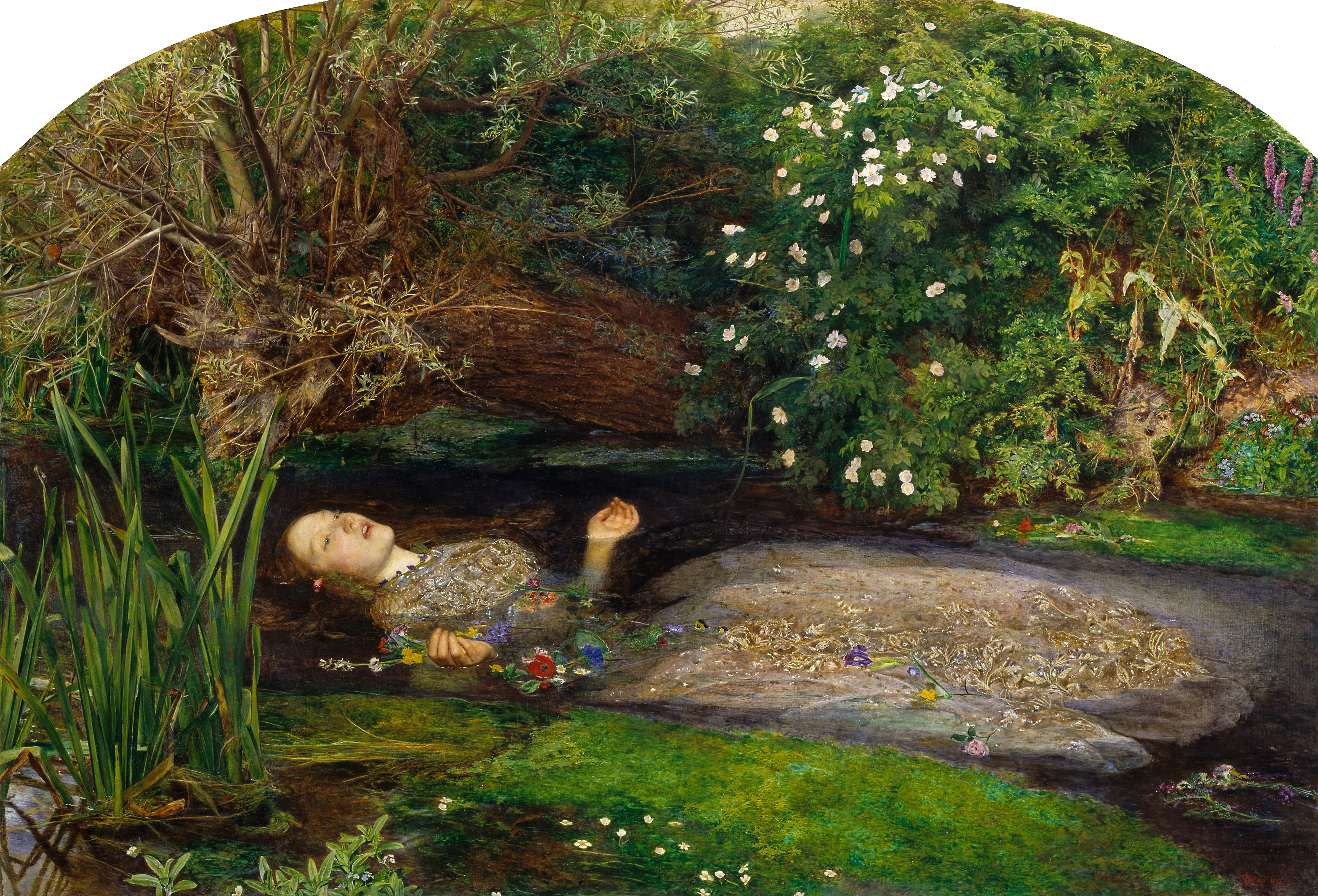
" Офелия " Джона Эверетта Милле (1852 г.) изображает загадочную смерть Офелии в результате утопления. Обсуждение клоунами того, была ли её смерть самоубийством и заслуживает ли она христианского захоронения, в основе своей является религиозной темой.

В пьесе несколько раз упоминаются как католицизм, так и протестантизм, две самые могущественные силы того времени в Европе. Призрак описывает себя находящимся в чистилище и умершим без совершения погребения. Наряду с церемонией захоронения Офелии — совершенно католической — это основа всех католических связей пьесы. Некоторые шекспироведы отмечают, что трагедии мести традиционно были католическими, возможно, из-за своих источников: Испания и Италия были католическими странами. Учёные отмечают, что понимание католицизма в пьесе может обнаружить важные парадоксы процесса принятия решений Гамлетом. Согласно католическому учению, самый большой долг человека — перед Богом и семьей. Таким образом, убийство отца Гамлета и призыв к мести вступают в противоречие: мстит ли он за своего отца и убивает Клавдия, или же он предоставляет месть Богу, как того требовала бы его религия? 
Протестантизм пьесы заключается в её расположении в Дании, протестантской (и непосредственно лютеранской) стране во времена Шекспира, хотя неясно, предназначена ли вымышленная Дания в пьесе отражать этот факт. В пьесе упоминается Виттенберг, где Гамлет учился в университете и где Мартин Лютер впервые сформулировал 95 тезисов. Одна из наиболее известных строк в пьесе, связанная с протестантизмом, звучит так: «нас не страшат предвестия, и в гибели воробья есть особый промысел. Если теперь, так, значит, не потом; если не потом, так, значит, теперь; если не теперь, то все равно когда-нибудь; готовность — это всё».
В Первом Кварто та же строка гласит: «В падении воробья есть предопределённое провидение» (There’s a predestinate providence in the fall of a sparrow). Шекспироведы задавались вопросом, подвергался ли Шекспир цензуре, поскольку слово «предопределённый» появляется в одном только этом кварто Гамлета, а не в других, да и цензура пьес была далеко не редкостью в то время. Правители и религиозные предводители опасались, что доктрина предопределения может заставить людей оправдывать самые предательские действия предлогом: «это Бог заставил меня совершить это». Английские пуритане, к примеру, считали, что совесть является более могущественной силой, чем закон, из-за новых идей того времени, что совесть исходит не от религиозных или государственных лидеров, а переходит непосредственно от Бога к человеку. Многие в то время порицали эту доктрину «непригодной для того, чтобы держать подданных в повиновении своим суверенам», поскольку люди могли «открыто утверждать, что Бог предопределил людей как предателями, так и царями». Король Яков также часто писал о своей неприязни к склонности протестантских лидеров противостоять королям, считая её опасной общественной проблемой. На протяжении всей пьесы Шекспир совмещает две религии, что сильно затрудняет интерпретацию. То пьеса одновременно католическая и средневековая, то — полная логики и протестантская. Шекспироведы продолжают спорить о том, какую роль в «Гамлете» играют религия и религиозные контексты.

#### Философский

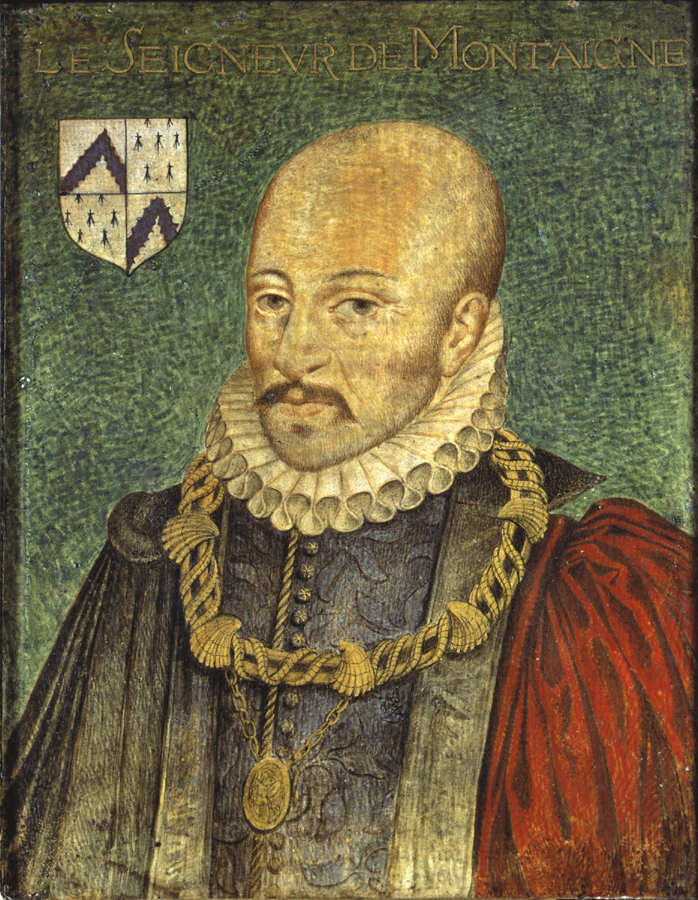
Философские идеи Гамлета сходны с идеями Мишеля де Монтеня, современника Шекспира.

Гамлет часто воспринимается как философский персонаж. Ряд наиболее известных философских теорий Гамлета — это релятивизм, экзистенциализм и скептицизм. Гамлет выражает идею релятивизма, говоря Розенкранцу: «ибо нет ничего ни хорошего, ни плохого; это размышление делает все таковым» (2.2.268-270). Идея о том, что нет ничего реального, кроме сознания индивидуума, восходит к греческим софистам, утверждавшим, что, поскольку ничего нельзя воспринять иначе как посредством органов чувств, а все люди чувствуют и ощущают вещи по-разному, то истина абсолютно относительна. Абсолютной правды нет. Эта же линия Гамлета вводит и теории экзистенциализма. В слове «is» можно прочесть двойное значение, которое ставит вопрос о том, «является» ли что-либо чем-то или может ли оно им явиться, если только мышление не станет делать его таковым. Это связано с его монологом «Быть или не быть», где «быть» можно рассматривать как вопрос о существовании. Однако размышления Гамлета о самоубийстве в этой сцене носят скорее религиозный, чем философский характер. Он верит в то, что он продолжит существование после смерти.
На Гамлета, пожалуй, больше всего повлиял господствовавший во времена Шекспира скептицизм, возникший в ответ на гуманизм эпохи Возрождения. Гуманисты, жившие до Шекспира, утверждали, что человек богоподобен и способен на всё. Скептицизм насчёт такого отношения отчетливо выражен в гамлетовской речи «Что за мастерское создание — человек!»:
эта прекрасная храмина, земля, кажется мне пустынным мысом; этот несравненнейший полог, воздух, видите ли, эта великолепно раскинутая твердь, эта величественная кровля, выложенная золотым огнем, — все это кажется мне не чем иным, как мутным и чумным скоплением паров. Что за мастерское создание — человек! Как благороден разумом! Как беспределен в своих способностях, обличьях и движениях! Как точен и чудесен в действии! Как он похож на ангела глубоким постижением! Как он похож на некоего бога! Краса вселенной! Венец всего живущего! А что для меня эта квинтэссенция праха? (пер. М. Лозинского)
Шекспироведы отмечают сходство этого фрагмента со строками, написанными Мишелем де Монтенем в его «Опытах»:
Кто убедил [человека], что это чудное движение небесных сводов, что вечный свет этих светильников так яростно ревет над его головой, что устрашающее и непрерывное движение этого бесконечного необъятного океана установилось и продолжается столько веков для его благ и удобств? Можно ли представить себе что столь же нелепое, как это жалкое и убогое создание, которое даже не может быть хозяином над самим собой, будучи выставлен на поругание всего сущего, и тем не менее осмеливается называть себя Господином и Императором.
Однако не оказывая прямого влияния на Шекспира, Монтень, возможно, реагировал на ту же самую общую атмосферу того времени. Так, источником этих строк является контекст эпохи, а не прямое заимствование .

## Предметы критики

### Месть и задержка Гамлета
В «Гамлете» рассказываются истории сыновей убитых отцов: Гамлета, Лаэрта, Фортинбраса, Пирра и Брута. Каждый из них решает вопрос мести по-своему. Например, Лаэрт быстро решает напрямую отмстить за отца («avenged most throughly of [his] father»), тогда как Фортинбрас нападает на Польшу, а не на виновную Данию. Пирр лишь на мгновение останавливает свою руку, прежде чем мстит за своего отца Ахилла, однако Брут никогда не предпринимает никаких действий в его ситуации мести. Гамлет представляет собой идеальный баланс всех этих историй, ибо он не действует ни быстро, ни полностью бездействует.
Гамлет изо всех сил пытается превратить своё желание мести в действие, проводя большую часть пьесы в ожидании, а не в действиях. Шекспироведы предложили множество теорий того, почему он так долго ждёт, чтобы убить Клавдия. Некоторые говорят, что Гамлет сочувствует жертве, боясь нанести удар, считая, что убив Клавдия он будет не лучше его. История Пирра, рассказанная, например, одним из актеров труппы, показывает Гамлету тёмную сторону мести, чего он не желает. Гамлет часто восхищается действующими быстро, например, Лаэртом, приходящим отмстить за смерть своего отца, но в то же время страшится их страстности, напора и отсутствия логического мышления .
Речь Гамлета в III акте, когда он решает не убивать Клавдия во время молитвы, занимает центральное место в этих спорах. Шекспироведы задавались вопросом, честен ли Гамлет в этой сцене или просто рационализирует бездействие перед самим собой. Критики эпохи романтизма решили, что Гамлет просто прокрастинирует для того чтобы избежать уверенности в действительном желании умертвить Клавдия. Более поздние учёные предполагали, что он отказался убить безоружного человека или что в этот момент он чувствовал вину, видя себя зеркалом того человека, которого стремился уничтожить. Действительно, представляется, что принципы Гамлета, основанные на философии эпохи Возрождения, служат задержке его мыслей. Физический образ Гамлета, убивающего безоружного человека во время молитвы со спины, был бы шоком для любой театральной публики. Точно так же вопрос о «задержке» следует рассматривать в контексте театральной постановки — «задержка» Гамлета между узнанием об убийстве и отмщением за него составляла бы самое большее около 3 часов — вряд ли это вообще задержка.
Спектакль также полон принуждённых образов. Гамлет описывает Данию тюрьмой, а себя заключённым. Он высмеивает способность человека добиваться целей и указывает, что некая божественная сила обращает человеческие цели в противоположное намерениям. Другие персонажи тоже говорят о вынужденном положении, например, Полоний, приказывающий дочери запереться от преследования Гамлета и говорит, что она невольница. Это дополняет неспособность Гамлета мстить.
Дэвид П. Гонтар в книге «Упрощённый Гамлет» (Hamlet Made Simple) говорит, что задержку Гамлета лучше всего объяснить тем представлением о Гамлете как сыне Клавдия, а не датчанине Гамлете. Отмечая, что Гамлет склонен к самоубийству ещё в первом монологе задолго до встречи с Призраком, Гонтар полагает, что его депрессия — результат того, что датский трон необъяснимым образом достался брату короля вместо него, Гамлета. Это подразумевает препятствие наследованию, а именно незаконность. В таком прочтении решаются некоторые побочные вопросы: Гамлет злится на мать за внебрачную связь с Клавдием, побочным продуктом которой и является он сам, принц. Кроме того, причина, почему Гамлет не может убить Короля, состоит не в том, что Король является фигурой отца, но — что более важно — в том, что он является настоящим биологическим отцом Гамлета. Таким образом, можно сделать вывод, что Призрак на самом деле лжец, не проявляющий заботы о личном благополучии Гамлета. Он подтверждает отцовство короля Гамлета для того чтобы дать Гамлету стимул к мести.

### Безумие
Гамлета сравнивают с графом Эссексом, казнённым за восстание против королевы Елизаветы. Ситуация Эссекса анализировалась учёными в духе разоблачения елизаветинских представлений о безумии в связи с изменой, поскольку они связаны с Гамлетом. Люди той эпохи считали Эссекса сумасшедшим, и перед смертью он признался в своём безумии на эшафоте. Если рассматривать Гамлета в том же контексте, то вполне возможно, что он безумен точно так же, как и сам притворяется в этом.

### Протестантизм
Гамлет был студентом в Виттенберге, или, по крайней мере, так считается. Виттенберг — это «один из двух университетов, которые Шекспир когда-либо упоминал», и он «был известен в начале XVI в. своим преподаванием… нового учения Лютера о спасении» . Кроме того, ссылка Гамлета на «политическое собрание червей» (politic convocation of worms) прочитывалась как таинственный намёк на знаменитый богословский диспут Лютера с императором Священной Римской империи на Вормском рейхстаге в 1521 г..
Однако более влиятельным реформатором в нач. XVII в. в Англии был Жан Кальвин, ярый сторонник концепции предопределения; многие критики нашли следы кальвиновского богословия предопределения в пьесе Шекспира. Кальвин объяснял учение о предопределении, сравнивая его со сценой или театром, где сценарий написан для персонажей Богом, и они не могут от него отклоняться. В этом свете Бог создаёт сценарий и сцену для каждого Своего творения и предписывает конец с самого начала, как сказал Кальвин: «После того как мир был сотворён, человек был помещён в него, как в театр, чтобы, созерцая над и под собой чудесное творение Бога, он мог благоговейно преклоняться перед их Автором». Шекспироведы провели сравнение между этим объяснением Кальвина и частыми отсылками к театру в «Гамлете», предполагая, что и они тоже могут отсылать к доктрине предопределения, поскольку, по сценарию, пьеса всегда должна заканчиваться трагически.
Правители и религиозные лидеры опасались, что доктрина предопределения побудит людей оправдывать самые предательские действия предлогом того, что это «Бог заставил меня совершить это». Английские пуритане, к примеру, считали, что совесть более могущественная сила, чем закон, из-за новых для того времени представлений о том, что совесть исходит не от религиозных или государственных лидеров, а передаётся непосредственно от Бога к человеку. Многие лидеры того времени осуждали это учение как «непригодное для того, чтобы держать подданных в повиновении своим государям», поскольку люди смогли бы «открыто утверждать, что Бог предназначил людей быть предателями в такой же степени, как и царями». Король Яков также нередко писал о своей неприязни к склонности протестантских лидеров противостоять королям, считая это опасной общественное проблемой.
В окончательном решении Гамлета вступить в дуэль с Лаэртом и таким образом положить начало его трагической финальной сцену, он говорит испуганному Горацио:
«нас не страшат предвестия, и в гибели воробья есть особый промысел. Если теперь, так, значит, не потом; если не потом, так, значит, теперь; если не теперь, то все равно когда-нибудь; готовность — это всё».
Сама по себе эта строчка — окончательное решение Гамлета. Строчка, по-видимому, основывает это решение на его мнимом предназначении быть убийцей короля, независимо от того, что он может сделать.

### Католицизм
В то же время Гамлет выражает и ряд католических взглядов. Призрак, например, описывает себя как убитого, не принявшего Елеопомазания, последний обряд, совершаемый над мертвецом. Он также намекает, что пребывает в Чистилище:
«Я дух, я твой отец.
Приговоренный по ночам скитаться,
А днем томиться посреди огня,
Пока грехи моей земной природы
Не выжгутся дотла» (1.5.9-13). Хотя вера в чистилище и сегодня остаётся частью римско-католического учения, протестантские реформаторы XVI в. прямо отвергали её.
Католическое учение проявляет себя на всём протяжении пьесы, в том числе при обсуждении способа захоронения Офелии в V акте. Вопрос в этой сцене состоит в том, подобает ли Офелии иметь христианское захоронение, ведь совершившие самоубийство виновны в убийстве самого себя, согласно учению Церкви. Поскольку споры между двумя могильщиками продолжаются, то и возникает вопрос, было ли её утопление самоубийством или нет. Шекспир никогда полностью не отвечает на этот вопрос, а представляет обе стороны: либо она ничего не сделала для предотвращения утопления, и поэтому покончила жизнь самоубийством по собственной воле, либо она сошла с ума и не знала об опасности и таким образом была безвинно убита водой.
Погребение Офелии раскрывает больше религиозных доктрин посредством наблюдающего за похоронами священника. Шекспироведы внимательно описали «калечащие обряды» (maimed rites, как называет их Гамлет), совершаемые священником. На её похоронах не хватает многих вещей, которые обычно и составляют христианское захоронение. Лаэрт спрашивает: «Какая ещё церемония?» Священник отвечает, что, поскольку её смерть была сомнительной, они не устроят ей полных похорон, хотя и позволят ей «девичьи убранства» (maiden strewments) или цветы, брошенные в её могилу. В случае самоубийства бросали острые камни, а не цветы. Трудности этого глубоко религиозного момента отражают большую часть религиозных споров того времени.

### Другие трактовки пьесы

#### Феминистская

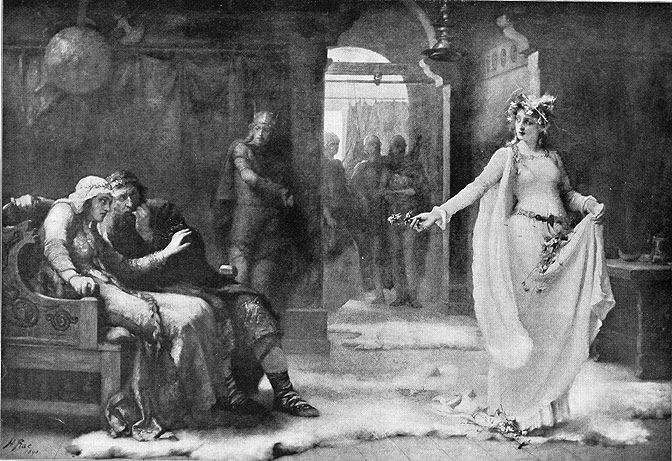
Офелия, убитая горем (4.5). Феминистские критики исследовали её безумие с т.з. защиты Офелии.

Феминистские критики сосредоточились на гендерной системе в Англии раннего Нового времени. Например, они указывают на распространенную классификацию женщин в качестве служанок (maid), жён или вдов, и только шлюхи выходят за эти рамки. Ввиду данного анализа, проблемой Гамлета становится идентификация центральным персонажем своей матери как шлюхи из-за её неспособности хранить верность Старому Гамлету, вследствие чего он и теряет веру во всех женщин, обращаясь с Офелией, точно она тоже была шлюхой.
Кэролайн Хейлбрун опубликовала эссе о Гамлете под названием «Мать Гамлета» (1957). В нём она защищала Гертруду, утверждая, что текст ни разу не намекает на то, что Гертруда знала об отравлении Клавдием короля Гамлета. Эту точку зрения отстаивали многие феминистки. Хейльбрун утверждала, что толковавшие пьесу на протяжении всего времени её существования совершенно неверно поняли Гертруду, веря тому, что Гамлет сказал о ней, а не фактическому тексту пьесы. С этой точки зрения нет чётких доказательств того, что Гертруда была прелюбодейкой. Она просто приспосабливалась к обстоятельствам смерти мужа ради блага королевства.
Феминистки также защищали Офелию, и в первую очередь Элейн Шоуолтер. Офелия окружена очень влиятельными мужчинами: своим отцом, братом и Гамлетом. Все трое исчезают: Лаэрт уходит, Гамлет бросает её, а Полоний умирает. Традиционные теории утверждали, что без трёх этих могущественных мужчин, принимающих решения за неё, Офелия и сошла с ума. Феминистские теоретики утверждают, что она сходит с ума от чувства вины, потому что, когда Гамлет убивает её отца, он удовлетворяет её сексуальное желание того, чтобы именно Гамлет и убил её отца ради того, чтобы они могли быть вместе. Шоуолтер отмечает, что Офелия стала символом обезумевшей и истеричной женщины в современной культуре, символом, который может быть неточен и нездоров для женщин.

#### Психоаналитическая
Ключевые фигуры психоанализа — Зигмунд Фрейд и Жак Лакан — предложили свою интерпретацию Гамлета. В «Толковании сновидений» (1899) Фрейд исходит из признания принципиального противоречия в тексте: «пьеса строится на колебаниях Гамлета по поводу выполнения возложенной на него задачи мести; однако его текст не предлагает никаких причин или мотивов этих колебаний». Он рассматривает гетевское объяснение «паралича от чрезмерной интеллектуализации», а также идею того, что Гамлет — «патологически нерешительный персонаж». Он отвергает и то, и другое, ссылаясь на доказательства способности Гамлета к действию, представленные в пьесе: импульсивное убийство Полония и его макиавеллианское убийство Розенкранца и Гильденстерна. Вместо этого, утверждает Фрейд, запрет Гамлета мстить Клавдию имеет бессознательное происхождение.

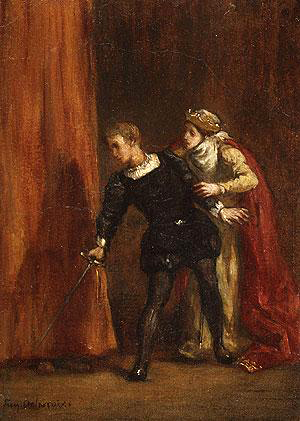
Теория Фрейда о бессознательном эдипальном желании Гамлета по отношению к матери повлияла на современные представления о «сцене в спальне» (3.3).

Предвосхищая более поздние теории Эдипова комплекса, Фрейд предполагает, что Клавдий продемонстрировал Гамлету «осуществление подавленных желаний его собственного детства» (его желание убить своего отца и занять место отца рядом с матерью). Столкнувшись с этим образом собственных подавленных желаний, Гамлет отвечает «упрёками в собственный адрес» и «угрызениями совести, напоминающими ему о том, что он и сам буквально ничем не лучше грешника, которого он должен наказать». Далее Фрейд предполагает, что очевидное «отвращение Гамлета к сексуальности», выражаемое в его разговоре с Офелией (предположительно, в «сцене с уходом в монастырь», а не во время пьесы внутри пьесы), «хорошо вписывается» в эту интерпретацию.
После этой теории «сцена в спальне», где Гамлет встречает мать в её покоях, в нескольких спектаклях изображалась в сексуальном свете. Гамлет изображается бранящим свою мать за секс с Клавдием и одновременно желающим (бессознательно) занять место Клавдия; прелюбодеяние и инцест — вот что он одновременно и любит, и ненавидит в своей матери. Безумие Офелии после смерти отца можно рассматривать через фрейдистскую призму как реакцию на смерть долгожданного возлюбленного, её отца. Её безответная любовь к нему, внезапно убитому, слишком сильна для неё, и она впадает в безумие .
В дополнение к краткому психоанализу Гамлета Фрейд предлагает и корреляцию с собственной жизнью Шекспира: «Гамлет» был написан после смерти его отца (в 1601 г.), что возродило и его собственные подавленные детские желания; Фрейд также указывает на личность умершего сына Шекспира Хемнета и имя «Гамлет». «Подобно тому, как Гамлет рассказывает про отношение сына к своим родителям, — заключает Фрейд, — так и Макбет (написанный примерно в то же время) касается темы бездетности». Однако, сделав эти предположения, Фрейд делает оговорку: он раскрыл лишь один из многих мотивов и импульсов, действующих в сознании автора, хотя, как утверждает Фрейд, именно тот, что действует из «наиболее глубинного слоя».
Позднее в той же книге, применив психоанализ для объяснения Гамлета, Фрейд использует Гамлета для объяснения природы сновидений: притворяясь сумасшедшим и принимая обличие шута, Гамлет «вёл себя точно так же, как и сновидения ведут себя в реальности… скрывая истинные обстоятельства под маской остроумия и неразборчивости». Когда мы спим, каждый из нас принимает «шутовской характер».

#### Готические нарративы
Гамлет содержит много элементов, которые позже появятся в готической литературе. От всё нарастающего безумия принца Гамлета до жестокого финала, постоянных напоминаний о смерти, и до представлений о человечестве и его структуре, а также взглядах на женщин, Гамлет вызывает в памяти многие широко известные готические вещи и поэтому считается первым произведением готической литературы, задолго до «Замка Отранто» Горация Уолпола и других готических произведений. Сам Уолпол даже написал в своём втором предисловии к Отранто :
Великий знаток человеческой природы Шекспир был тем образцом, которому я подражал. Позвольте задать вопрос: не утратили ли бы его трагедии о Гамлете и Юлии Цезаре в значительной степени свою живость, не лишились ли бы они многих удивительных красот, если б из них были изъяты или облечены в высокопарные выражения юмор могильщиков, дурачества Полония и неуклюжие шутки римских граждан?

### Героический
Поль Кантор в коротком тексте, просто названном «Гамлет», формулирует убедительную теорию пьесы, согласно которой принц оказывается в центре ренессансного конфликта между древними и христианскими представлениями о героизме. Кантор пишет о том, что Ренессанс означал «возрождение классической античности в христианской культуре». Но такое возрождение принесло вместе с собой и глубокое противоречие: учение Христа о смирении и кротости («кто ударит тебя в правую щеку твою, обрати к нему и другую») находится в прямом противоречии с древним этосом, лучше всего представленным насилием Ахилла в «Илиаде».
Для Кантора характер Гамлета существует именно в пространстве столкновения двух этих миров. К деятельной стороне героизма его в известном смысле влечет отцовское наследие («на льду В свирепой схватке разгромил поляков») и потребность мести («сейчас я жаркой крови / Испить бы мог и совершить такое, / Что день бы дрогнул»). Однако одновременно его тянет и к религиозному существованию («Какие сны приснятся в смертном сне») и в некотором смысле видит в возвращении своего отца призрака оправдание именно такой веры.
Конфликт, пожалуй, становится наиболее очевиден в 3.3, когда у Гамлета появляется возможность убить молящегося Клавдия. Он, впрочем, сдерживает себя, оправдывая дальнейшие колебания такими словами:
«Теперь свершить бы все, — он на молитве;
И я свершу; и он взойдет на небо;
И я отмщен. Здесь требуется взвесить:
Отец мой гибнет от руки злодея,
И этого злодея сам я шлю
На небо».
В этот момент ясно, что ум и тело принца разрывается на части от этих двух могущественных идеологий.
Даже в знаменитом монологе 3.1 Гамлет озвучивает этот конфликт. Когда он спрашивает, «благородней ли духом покоряться»,  Кантор полагает, что Шекспир намекает на христианское чувство страдания. Когда он даёт альтернативу «ополчась на море смут, сразить их противоборством», то Кантор считает это античной формулировкой благодетельности.
Кантор указывает, что в большинстве толкований Гамлета (психоаналитическая или экзистенциалистская) «проблема Гамлета некоторым образом коренится в его индивидуальной душе», тогда как сам Кантор считает, что его героическая теория отражает «более фундаментальное напряжение в культуре Возрождения, в которой он живёт».

### Метаинтерпретация
Мейнард Мак (Maynard Mack) в чрезвычайно влиятельной главе книги «Всеобщий Шекспир» (Everybody’s Shakespeare), озаглавленной «Главное — готовность» (The Readiness is All), утверждает, что проблематичные аспекты гамлетовского сюжета не случайны (как могли предполагать критики типа Т. С. Элиота), а на самом деле вплетены в сюжет самой ткани пьесы. «Дело не просто в недостающих мотивациях, — говорит он, — которые следовало бы вычеркнуть, если бы мы только могли найти идеальную подсказку. Они встроены». Мак утверждает, что «мир Гамлета преимущественно находится в вопросительном настроении. Оно звенит вопросами». Он приводит многочисленные примеры: «Что за мастерское создание — человек!.. А что для меня эта квинтэссенция праха?»; «Быть или не быть — вот в чём вопрос»; «Ступай в монастырь. Зачем тебе плодить грешников?». Действие пьесы, особенно сцены за пределами замка, происходят в своего рода логическом тумане. Начальная сцена полна путаницы и искажений: «Бернардо?» ; — Что, Горацио там? ; «Что, он вновь явился сегодня вечером?»; «Разве это не больше, чем фантазия?».
Сам Гамлет осознает, что «он — величайшая загадка», и в 3.2.345 выражает свое недовольство Розенкранцем и Гильденстерном: «Что за негодную вещь вы из меня делаете?… играть на мне не можете». Мак пишет, что путаница драмы указывает «за границы пьесы, вне затруднительного положения Гамлета — в положение каждого».
Другие критики, как Мартин Эванс, расширяют представление Мака о встроенной в пьесу тайне, утверждая, что даже текстовые несоответствия между 3 известными версиями на самом деле могут быть преднамеренны (или, по крайней мере, они усиливают эффект). Эванс также утверждает, что непроницаемый текст Шекспира и «неиграбельные» струны Гамлета могут быть предназначены для отражения глубоких тревог, которые ощущались в эпоху философской, научной и религиозной дезориентации. Труды (и действия) Макиавелли, Коперника и Лютера нарушили иерархические представления о добродетели, о порядке и спасении, существовавшие со времён Средневековья.
Гамлет — это в каком-то смысле непостижимый и загадочный мир, в котором люди впервые должны были ориентироваться. Каждый из нас — персонаж пьесы, точно так же, как Гертруда, Полоний и остальные — когда они пытаются понять Гамлета, когда мы сами пытаемся понять Гамлета. Однако с какой бы интерпретацией мы ни согласились, будь то экзистенциальная, религиозная или феминистская, она обязательно будет неполна. По Маку, люди всегда будут оставаться в «аспекте недоумения, двигаясь во тьме по валу между двумя мирами».